# Moelleriella sulphurea
Moelleriella sulphurea är en svampart som beskrevs av Bres. 1897. Moelleriella sulphurea ingår i släktet Moelleriella och familjen Clavicipitaceae.   Inga underarter finns listade i Catalogue of Life.